# Darril Araya
Darril Araya (Limón, 8 de noviembre de 2000) es un futbolista costarricense que juega como lateral izquierdo en el Club Sport Herediano de la Primera División de Costa Rica.

## Trayectoria

### Inicios
Darril Yorel Araya Samuels estuvo en las categorías inferiores de Limón Fútbol Club durante once años; donde logró debutar con el primer equipo en 2018 ante un partido contra el Deportivo Saprissa. 
Posterior al descenso del equipo limonense, Araya firmaría por el equipo de Guadalupe Fútbol Club en 2021. En Guadalupe  jugaría dos años hasta qué el equipo terminó bajando de categoría en 2023, así Araya sufriría su segundo descenso. A mitad del 2023, Robert Garbanzo, en su momento ex gerente de Guadalupe FC, estuvo trabajando como directo deportivo del Club Sport Herediano quien traería a Araya, junto a otros jugadores de Guadalupe, (Aaron Murillo y Eduardo Juárez). Araya logró consagrarse bicampeon nacional con el herediano en 2024 y 2025.

## Clubes
| Club                  | País       | Año                |
| --------------------- | ---------- | ------------------ |
| Limón Fútbol Club     | Costa Rica | 2018-2021          |
| Guadalupe Fútbol Club | Costa Rica | 2021-2023          |
| C. S. Herediano       | Costa Rica | 2023 - actualmente |

## Palmarés

### Títulos nacionales
| Título                         | Club            | País       | Año  |
| ------------------------------ | --------------- | ---------- | ---- |
| Supercopa de Costa Rica        | C. S. Herediano | Costa Rica | 2024 |
| Primera División de Costa Rica | C. S. Herediano | Costa Rica | 2024 |
| Primera División de Costa Rica | C. S. Herediano | Costa Rica | 2025 |